# Turun Sanomat
«Турун саномат» (фин. Turun Sanomat — «Новости Турку») — крупнейшая газета Турку и региона Варсинайс Суоми. Выходит ежедневно, за исключением некоторых праздников.
За последние годы тираж газеты сократился почти в два раза (с 103 314 экземпляров в конце 2011 до 50 309 экземпляпляров на конец 2018 года).
Сайт Turun Sanomat TS.fi является одним из наиболее важных источников новостей в финскоязычном Интернете. В августе 2012 года сайт занимал 29 место по популярности среди 200 финских интернет-ресурсов.

## История

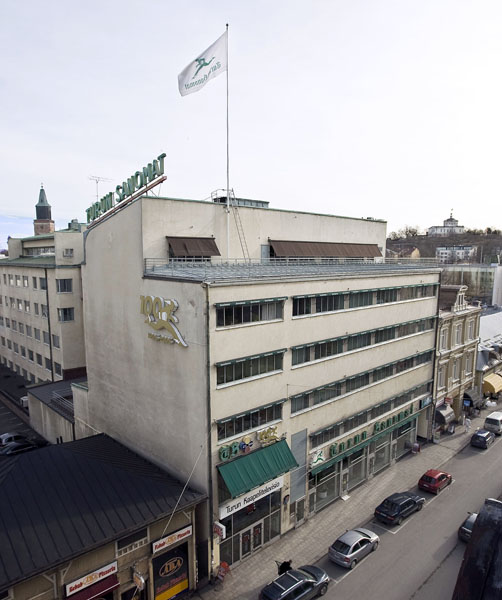
Здание издательства в Турку

Газета была основана в 1904 году Антти Миккола, 1 января 1905 года вышел первый номер газеты. С 1910 по 1917 годы главным редактором был Понтус Артти.
С 1961 года газета декларирует свою политическую нейтральность.
4 апреля 2014 года сотрудники редакции газеты покинули свои рабочие места в знак протеста против намечающихся сокращений персонала, в связи с чем осталась под вопросом степень готовности к публикации очередного номера газеты.

## Популярность
Turun Sanomat читают в 70 % домашних хозяйств города Турку, а общая аудитория в регионе Варсинайс Суоми (вместе с Турку) составляет 280 000 человек, что ставит газету на третье место по популярности (после «Helsingin Sanomat» и «Aamulehti»). Её ежедневный тираж — более 100 000 экземпляров.

## Главный редактор
- Артти, Понтус (1910—1917)